# Annette Dahl
Annette Dahl, född 30 juli 1946, var en dansk handbollsmålvakt som spelade för KI (Kvindelig Idrætsforening), FIF (Fredriksbergs IF) och Helsingörs  IF.

## Klubbkarriär
Haslund Info ger information om klubbar då hon spelade i landslaget och 1967 fram till 1970 representerade hon KI. Åren 1970 till 1977 spelade hon i FIF, den tidens ledande danska klubb som tog hem danska mästerskapet 1971, 1972, 1973 1974 och 1976 så det blev alltså 5 danska mästerskap för Annette Dahl i den klubben. 1978 började hon spela för Helsingörs IF och gjorde så minst till 1981.

### Landslag
Hon spelade för det danska landslaget 164 landskamper under åren 1967 till 1981. Premiär mot DDR den 28 oktober 1967 och sista landskampen mot Tjeckoslovakien den 18 oktober 1981. Under tiden Annette Dahl spelade i landslaget nådde inte Danmark några större framgångar internationellt. Öststaterna dominerade internationell handboll.

## Klubbar
- KI (Kvindelig Idrætsforening)1967 ? -1970
- FIF 1970- 1977
- Helsingör  IF 1977 -1981 ?

## Meriter
- 5 Danska mästerskap med FIF 1971, 1972, 1973, 1974 och 1976.

### Fotnoter
1. ↑  ”Haslund info / spelare Annette Dahl”. http://www.haslund.info/haandbold/20_dame/20_spillere/dahann.asp. Läst 5 februari 2019.